# Indigosläktet
Indigosläktet (Indigofera) är ett växtsläkte i familjen ärtväxter med cirka 700 arter från tropiska och subtropiska områden. Några få arter odlas som prydnadsväxter och arten indigo (I. tinctoria) odlas för färgämnets skull.